# Shūji Kusano
Shūji Kusano (jap. 草野 修治, Kusano Shūji; * 2. April 1970 in der Präfektur Fukushima) ist ein ehemaliger japanischer Fußballspieler.

## Karriere
Kusano erlernte das Fußballspielen in der Schulmannschaft der Taira Technical High School und der Universitätsmannschaft der Sendai-Universität. Seinen ersten Vertrag unterschrieb er 1993 bei den Yokohama Flügels. Der Verein spielte in der höchsten Liga des Landes, der J1 League. 1993 gewann er mit dem Verein den Kaiserpokal. Im Juni 1994 wechselte er zum Zweitligisten Kashiwa Reysol. 1994 wurde er mit dem Verein Vizemeister der Japan Football League und stieg in die J1 League auf. Für den Verein absolvierte er 10 Erstligaspiele. 1996 wechselte er zum Zweitligisten Brummell Sendai. Für den Verein absolvierte er 25 Spiele. Ende 1997 beendete er seine Karriere als Fußballspieler.

## Erfolge
Yokohama Flügels
- Kaiserpokal

Sieger: 1993